# Escócia
Escócia (Scotland em ânglico escocês ou Alba em gaélico escocês) é um dos países do Reino Unido e cobre o terço norte da ilha da Grã-Bretanha. Ele compartilha uma fronteira com a Inglaterra ao sul e outra, formada pelo oceano Atlântico, com o mar do Norte a leste e com o canal do Norte e o mar da Irlanda a sudeste. Além do continente, o país é composto por mais de 790 ilhas, incluindo as Ilhas do Norte e as Hébridas.
Edimburgo, a capital e segunda maior cidade do país, foi o centro do Iluminismo Escocês do século XVIII, que transformou a Escócia em uma das potências comerciais, intelectuais e industriais da Europa. Glasgow, maior cidade, já foi um dos polos industriais mais importantes do mundo. As águas territoriais escocesas consistem em um grande setor do Atlântico Norte e do mar do Norte, região que contém as maiores reservas de petróleo da União Europeia. Isso tem dado a Aberdeen, a terceira maior cidade do país, o título de capital do petróleo da Europa.
O Reino da Escócia emergiu como um Estado soberano independente na Alta Idade Média e continuou a existir até 1707. Por herança, em 1603, o rei James VI da Escócia se tornou rei da Inglaterra e o rei da Irlanda, formando assim uma união pessoal entre os três reinos. A Escócia entrou posteriormente numa união política com a Inglaterra em 1 de maio de 1707 para criar o novo Reino Unido da Grã-Bretanha. A união também criou o novo Parlamento da Grã-Bretanha, que sucedeu ao Parlamento da Escócia e o Parlamento de Inglaterra. O Tratado de União foi acordado em 1706, promulgado pelo Tratado de União de 1707, tendo sido aprovados pelos parlamentos de ambos os países, apesar de algumas revoltas populares e da oposição antiunionistas em Edimburgo, Glasgow e em outros lugares. A Grã-Bretanha posteriormente entrou em uma união política com a Irlanda em 1 de janeiro de 1801, para criar o Reino Unido da Grã-Bretanha e Irlanda.
O sistema jurídico escocês manteve-se separado da Inglaterra, do País de Gales e da Irlanda do Norte, sendo que a Escócia constitui uma jurisdição distinta no direito público e privado dentro do reino. A existência de instituições jurídicas, educacionais e religiosas distintas das do resto do Reino Unido têm contribuído para a sobrevivência da cultura e da identidade nacional escocesa desde a união em 1707. Após um referendo em 1997, um Parlamento Escocês foi restabelecido, desta vez como uma legislatura devolvida com autoridade sobre muitos temas internos. O Partido Nacional Escocês, que apoia a independência do país, ganhou uma maioria absoluta nas eleições gerais de 2011. Um referendo realizado em 18 de setembro de 2014 rejeitou a separação do país do Reino Unido por uma maioria de 55% dos votos, com um comparecimento às urnas de 85%.

## Etimologia
Scotland vem de Scoti, o nome latino para os gaels. A palavra latina Scotia' ("terra dos gaels") era inicialmente utilizada para se referir à Irlanda. Até o século XI, o termo Scotia foi usado para se referir a Escócia ao norte do rio Forth, juntamente com os termos Albania ou Albany, ambas derivadas do gaélico Alba. O uso das palavras Escócia para se referir a tudo o que é agora o território escocês tornou-se comum durante a Idade Média.

## História

### Primeiros povos e Idade Média

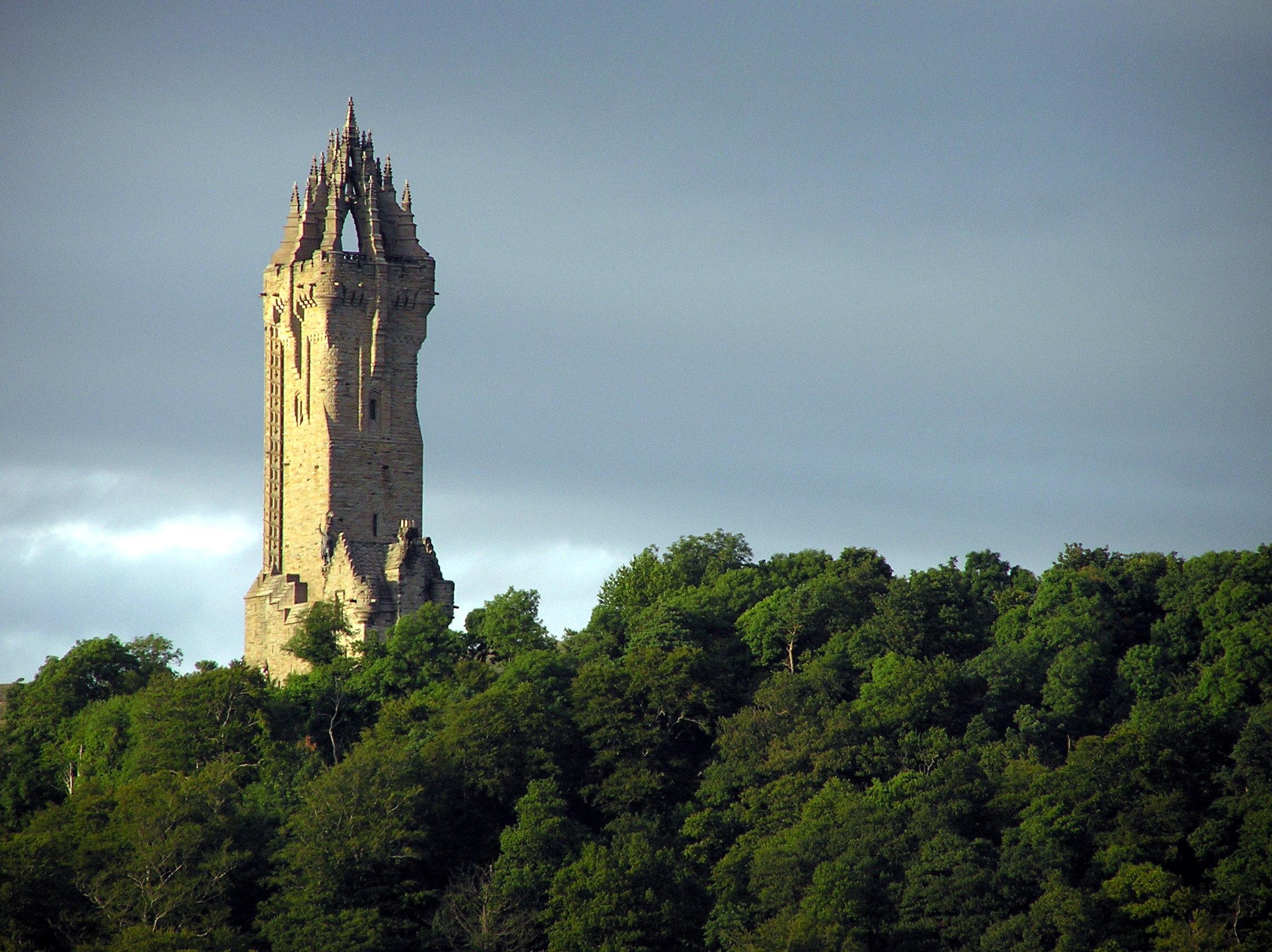
O Monumento Wallace em homenagem a William Wallace, herói escocês do século XIII.

A história escrita da Escócia começa, em linhas gerais, com a ocupação do sul e do centro da Grã-Bretanha pelo Império Romano, território transformado na província romana da Britânia e que equivale atualmente à Inglaterra e ao País de Gales. O norte da ilha, conhecido como Caledônia e habitado pela tribo celta dos pictos, não foi conquistado pelos romanos. Segundo a tradição, o Reino da Escócia foi fundado em 843, quando Kenneth I se tornou rei das tribos dos pictos e das tribos dos escotos.
A conquista normanda da Inglaterra em 1066 e a ascensão ao trono de Davi I permitiram a introdução do feudalismo na Escócia e um maior relacionamento comercial com a Europa. No final do século XIII, diversas famílias normandas e anglo-saxãs haviam recebido terras escocesas. A primeira sessão do Parlamento escocês foi realizada naquele período.
Uma disputa pelo trono permitiu que Eduardo I da Inglaterra tentasse coroar um fantoche seu como rei da Escócia. A resistência escocesa, liderada por William Wallace e Andrew Moray e, mais tarde, por Robert Bruce, fez com que este fosse coroado rei da Escócia em março de 1306 e saísse vitorioso na batalha de Bannockburn, contra os ingleses, em 1314. Uma Segunda Guerra de Independência Escocesa eclodiu no período 1332-1357, quando Eduardo Balliol tentou tomar o poder com o apoio do monarca inglês. O quadro político escocês voltou a estabilizar-se com a emergência da Casa de Stuart nos anos 1370.

### Era moderna e contemporânea

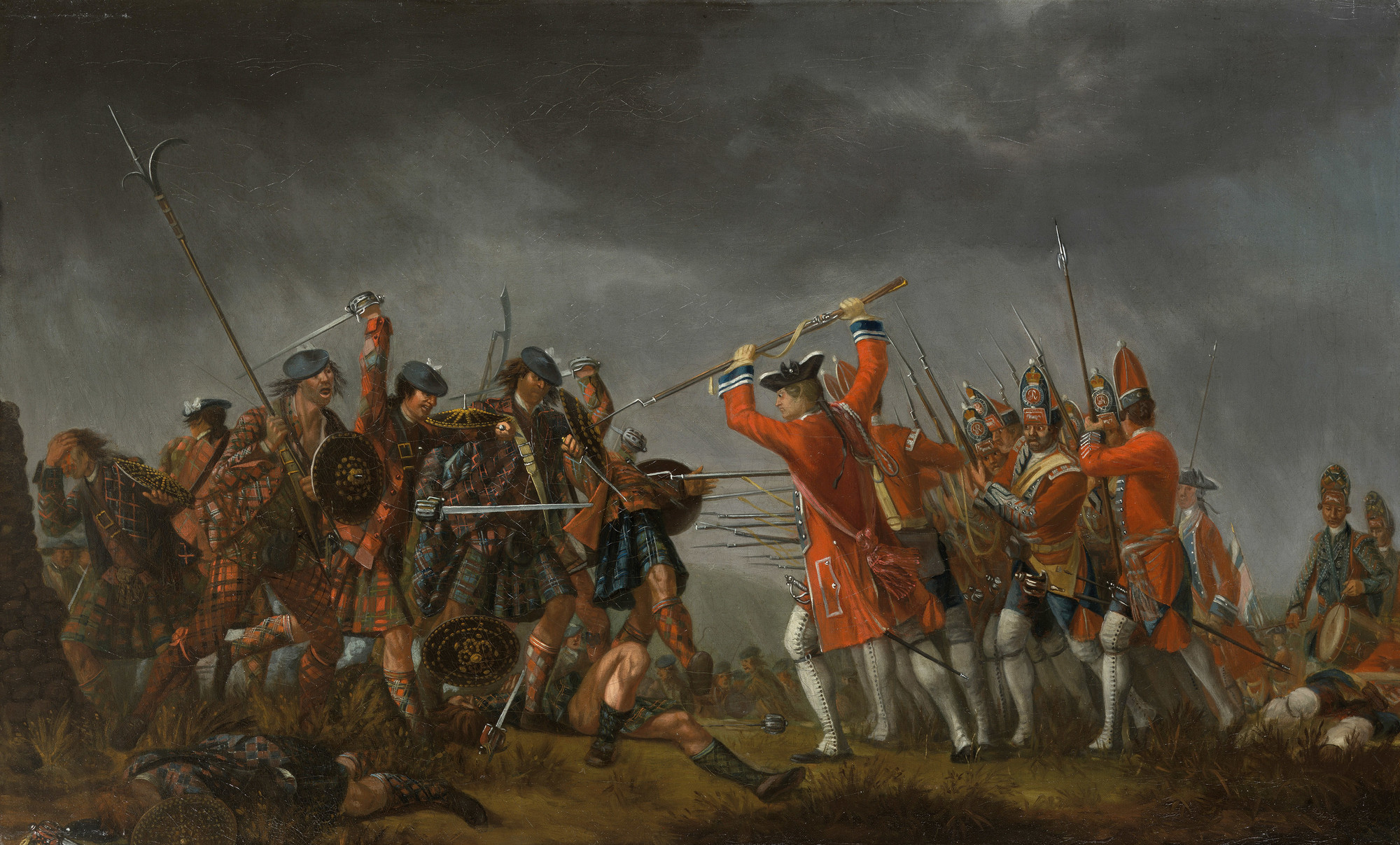
Representação de David Morier da Batalha de Culloden.

Em 1603, o Rei Jaime VI da Escócia herdou o trono inglês e tornou-se Jaime I da Inglaterra. A Escócia continuou a ser um Estado separado, exceto durante o Protetorado dos Cromwell. Em 1707, após ameaças inglesas de interromper o comércio e a livre circulação na fronteira comum, os Parlamentos da Escócia e da Inglaterra promulgaram os Atos de União que criaram o Reino Unido da Grã-Bretanha.
Em 1776 fora lançado um dos livros mais influentes; "Uma investigação sobre a natureza e a causa da riqueza das nações", Escrito pelo escocês Adam Smith, um dos maiores defensores do Capitalismo.
Em seguida ao Iluminismo escocês e à Revolução Industrial, a Escócia tornou-se uma das potências comerciais, intelectuais e industriais da Europa. A sua decadência industrial após a Segunda Guerra Mundial foi grave, mas mais recentemente o país tem vivido um renascimento cultural e econômico, em especial nas áreas de serviços financeiros, de eletrônica e de petróleo. Por meio do Scotland Act britânico de 1998, o Parlamento escocês foi reaberto.

## Geografia
A Escócia ocupa o terço setentrional da ilha da Grã-Bretanha. Com uma área de aproximadamente 78 772 km², sua única fronteira terrestre é com a Inglaterra, ao sul. A Escócia encontra-se entre o Oceano Atlântico, a oeste, e o Mar do Norte, a leste.
O país inclui o território na Grã-Bretanha e diversos arquipélagos, como as Shetland, as Órcades e as Hébridas. O território britânico da Escócia pode ser dividido em três áreas, a saber, as Highlands ao norte, o Cinturão Central (Central Belt) e as Terras Altas Meridionais (Southern Uplands) ao sul. As Highlands são montanhosas e apresentam as maiores elevações das Ilhas Britânicas (Ben Nevis, com 1 344 metros, o ponto culminante). O Cinturão Central é plano, concentra a maior parte da população e inclui grandes cidades como Glasgow e Edimburgo.

## Demografia
Segundo o censo de 2011, a população oficial da Escócia era de aproximadamente 5,3 milhões de habitantes, a maior já registada na história da nação. Cerca de 62% da população se identifica apenas como 'escocês', com 18% se considerando 'escocês e britânico', 8% 'apenas britânico' e 4% nenhuma dessas. Edimburgo e Glasgow são as maiores cidades, com quase um-quinto da população geral. Em 2011, dos 5,3 milhões de habitantes do país, cerca de 4,4 milhões eram nativos escoceses (com seus quatro avós nascidos na Escócia). Desde a segunda guerra mundial, a imigração tem sido um grande fator no crescimento populacional, com pessoas vindo principalmente da Ásia e de outras partes da Europa. Cerca de 4% nasceram fora da Europa, segundo censo de 2011.
A Escócia abrange uma área de 78 772 km², dando-lhe uma densidade populacional de 64 habitantes por quilómetro quadrado. Cerca de 70% da população do país vive na Central Lowlands - um vasto e fértil vale num estiramento na orientação nordeste-sudoeste entre as cidades de Edimburgo e Glasgow, incluindo grandes povoações como Paisley, Stirling, Falkirk, Perth e Dundee. Outras concentrações de população incluem a costa nordeste da Escócia - principalmente em torno da cidade de Aberdeen e dos seus arredores. As Highlands da Escócia têm a mais baixa densidade populacional, com cerca de oito habitantes por quilómetro quadrado. A cidade de Glasgow é a que tem a mais elevada densidade populacional com 3292 habitantes por quilómetro quadrado.
A população da Escócia é estimada através de registos de nascimentos, mortes e casamentos, e é supervisionada pelo Gabinete de Registo Geral da Escócia (GROS), chefiado pelo secretário-geral da Escócia. Sob os termos do registo de nascimentos, mortes e casamentos (da Escócia) de 1965, o secretário-geral deve apresentar um relatório anual das tendências demográficas aos ministros escoceses (anteriormente o secretário de Estado para a Escócia antes da desconcentração). Em articulação com o resto do Reino Unido, o recenseamento da população é realizado por décadas - o penúltimo foi realizado em 2001, o último foi realizado em 2011.

## Governo e política
A política da Escócia faz parte da ampla política do Reino Unido, sendo a Escócia um dos países constituintes do Reino Unido.

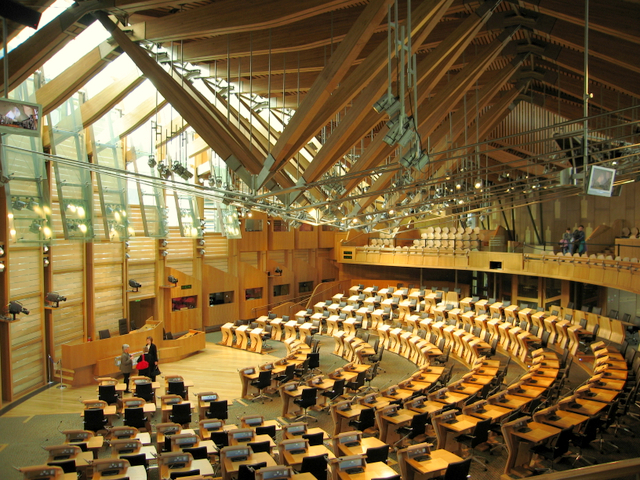
O Parlamento escocês é a assembleia legislativa nacional da Escócia.

Constitucionalmente, o Reino Unido é de jure um Estado unitário com um parlamento e governo soberano. No entanto, ao abrigo de um regime de devolução (ou home state) aprovou em finais da década de 1990, que em três dos quatro países constituintes dentro do Reino Unido - Escócia, País de Gales e Irlanda do Norte - votaram a favor de um autogoverno limitado, sujeito à autoridade do Parlamento britânico em Westminster, nominalmente na vontade, no sentido de alterar, modificar, ampliar ou suprimir os sistemas nacionais governamentais. Como tal, o parlamento escocês não é, de jure, soberano. O chefe de Estado na Escócia é a monarca britânica, atualmente Carlos III (desde 2022).

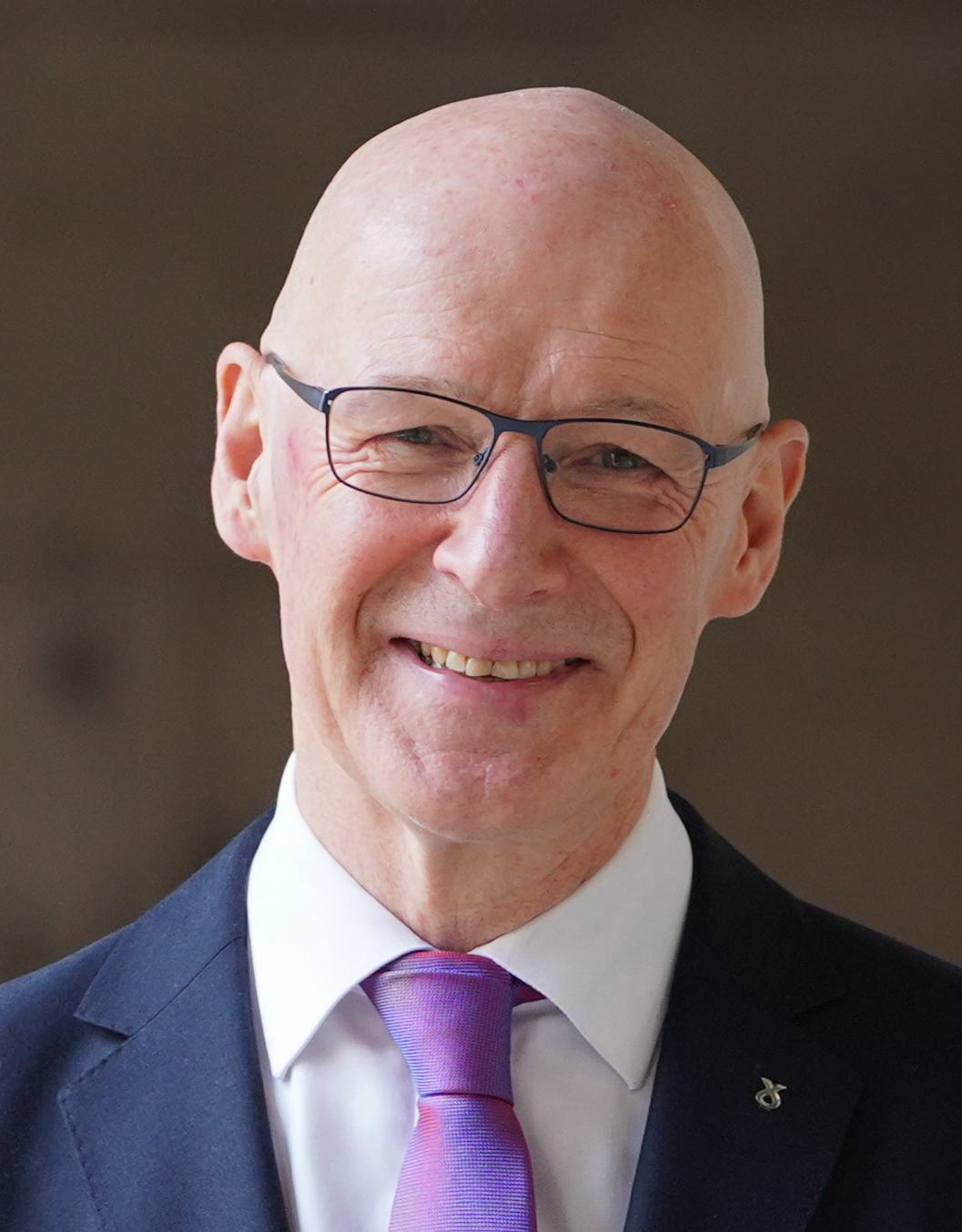
John Swinney é a atual primeiro-ministro da Escócia.

O poder executivo, no Reino Unido, é pertença do Queen-in-Council, enquanto o poder legislativo é exercido pelo Parliament-in-Queen (a Coroa e o Parlamento do Reino Unido em Westminster, em Londres). No entanto, existe desconcentração dos poderes executivo e legislativo em determinadas áreas, que foram constitucionalmente delegadas ao Governo escocês e ao Parlamento escocês, em Holyrood, em Edimburgo, respectivamente.
O Reino Unido mantém poder activo no Parlamento da Escócia, nomeadamente nos impostos, sistema de segurança social, militares, relações internacionais, radiodifusão, e algumas outras áreas explicitamente especificadas no Acto da Escócia de 1998, como assuntos reservados. O Parlamento escocês tem autoridade legislativa para todas as outras áreas relacionadas com a Escócia, e tem poder limitado na diferenciação de impostos sobre o rendimento (o chamado Tartan Tax).
O parlamento escocês é uma legislatura unicameral com 129 membros, 73 dos quais representam-se individualmente e que são eleitos por círculos eleitorais no primeiro posto do sistema; 56 são eleitos em oito diferentes regiões eleitorais pelos membros suplementares do sistema. A rainha nomeia um dos membros do parlamento, sobre a nomeação do parlamento, para ser primeiro-ministro. Outros ministros também são nomeados pela rainha sobre a nomeação do parlamento e, juntamente com o primeiro-ministro, compõem o governo escocês, o braço executivo do governo.

### Reunificação e independência
O Reino da Escócia foi um Estado independente até 1 de maio de 1707, quando os Atos de União formalizaram uma união política com o Reino da Inglaterra, de modo a criar o Reino Unido da Grã-Bretanha. A Escócia continua a ter Estado e jurisdição separados para fins de direito internacional. O direito e o sistema de ensino escoceses, bem como a Igreja da Escócia, têm permitido a continuação da cultura e da identidade nacional escocesas desde a união.

Resultado do referendo sobre a independência da Escócia em 2014, por região

Em 15 de outubro de 2012, os primeiros-ministros do Reino Unido e da Escócia, David Cameron e Alex Salmond, assinaram um acordo que permitiu a realização em 18 de setembro de 2014, de um referendo a respeito da independência da Escócia. Para votar era necessário ter pelo menos 16 anos de idade e registrar-se.
A posição dos escoceses sobre o referendo sobre a independência da Escócia em 2014 apresentou bruscas mudanças desde a proposta de independência ser oficialmente apresentada em dezembro de 2013: um balanço entre cinco pesquisas feitas entre aquele mês e janeiro de 2014 mostrou 39% a favor contra 61%, com os indecisos excluídos. Em pesquisa realizada pelo periódico britânico Daily Mail e divulgada no final de agosto de 2014, 41,6% era favorável, e 47,6% se manifestaram pela permanência. Em 6 de setembro, o site de pesquisas YouGov divulgou uma pesquisa em que 47% dos escoceses eram a favor da independência e 45% contra – excluindo-se os indecisos, há 51% e 49%, respectivamente. Em 12 de setembro, a uma semana do referendo, o YouGov publicou outra pesquisa, desta vez mostrando, pela primeira vez desde agosto, os escoceses contra a independência à frente, com 51%, e os escoceses a favor com 48%, excluindo-se os indecisos.
A campanha pela independência argumentou que uma independência aumentaria a economia do país, o salário-mínimo e fortaleceria a democracia, que passaria a focar mais nas minorias escocesas. Argumentou ainda que uma das principais receitas da Escócia independente viria da exploração das reservas de petróleo no Mar do Norte, gerando receitas de US$ 13 bilhões. Por outro lado, a campanha contra afirmava que haveria riscos e incertezas econômicas caso a independência fosse declarada, como sobre a moeda, a libra esterlina, e também que assim o Reino Unido não mais teria tanto poder econômico.
O Real Banco Escócia, alertou sobre os riscos à economia, anunciando que, caso o referendo decidisse a favor da independência, mudaria sua sede para Londres, Inglaterra, devido aos riscos e incertezas econômicas.
Ao término da contagem dos votos do referendo, os escoceses decidiram permanecer como um país integrante do Reino Unido. O "não" à independência venceu com cerca de 55% dos votos.
Em 14 de novembro de 2014, tomou posse a Primeira Ministra do governo autônomo escocês, Nicola Sturgeon, do Partido Nacional Escocês (SNP). Sturgeon substituiu Alex Salmond, que havia renunciado em 19 de setembro, sendo a primeira mulher a ocupar o cargo.

## Subdivisões
As subdivisões da Escócia, definidas pelo governo como Council Areas ("Áreas de Conselho"), formam as áreas de governo local da Escócia, e são todas autoridades unitárias, segundo uso do governo e definição da lei. Não coincidem com os condados tradicionais da Escócia.
As fronteiras actuais existem desde 1 de abril de 1996, estabelecidas pela Lei do Governo Local Etc. (Escócia) de 1994. Antes dessa data, a divisão administrativa fazia-se pelas "Regiões" — Regions — (não se chamavam "condados" — counties —, ao contrário das estruturas análogas em Inglaterra e do País de Gales), que eram por sua vez subdivididas em distritos — districts —, estrutura introduzida a 16 de maio de 1975. Antes desta data, existiam condados administrativos, habitualmente chamados concelhos de condado — County Councils — da Escócia, esquema que foi introduzido em 1889. Antes de 1889, a administração fazia-se com base da cidade (city), burgh e paróquia (parish). Os condados tradicionais da Escócia nunca foram usados para a administração local.
Com o estabelecimento de conselhos de condado em 1889, as regiões que eles cobriam na Escócia assemelhavam-se aos condados históricos da Escócia, mas não coincidiam com eles. Por exemplo, Ross and Cromarty cobria a área de Ross-shire e Cromartyshire (o que fazia sentido, visto que Cromartyshire consiste de uma série de enclaves). Vários nomes eram diferentes.
| Subdivisões da Escócia (Council Areas) |  | |
| \| 1. Inverclyde 2. Renfrewshire 3. West Dunbartonshire 4. East Dunbartonshire 5. Glasgow 6. East Renfrewshire 7. North Lanarkshire 8. Falkirk 9. West Lothian 10. Edimburgo 11. Midlothian 12. East Lothian 13. Clackmannanshire 14. Fife 15. Dundee 16. Angus \| \| 1. Aberdeenshire 2. Aberdeen 3. Moray 4. Highland 5. Ilhas Ocidentais (Na h-Eileanan an Iar) 6. Argyll and Bute 7. Perth and Kinross 8. Stirling 9. North Ayrshire 10. East Ayrshire 11. South Ayrshire 12. Dumfries and Galloway 13. South Lanarkshire 14. Scottish Borders 15. Orkney 16. Shetland \| |  | |
| 1. Inverclyde 2. Renfrewshire 3. West Dunbartonshire 4. East Dunbartonshire 5. Glasgow 6. East Renfrewshire 7. North Lanarkshire 8. Falkirk 9. West Lothian 10. Edimburgo 11. Midlothian 12. East Lothian 13. Clackmannanshire 14. Fife 15. Dundee 16. Angus |  | 1. Aberdeenshire 2. Aberdeen 3. Moray 4. Highland 5. Ilhas Ocidentais (Na h-Eileanan an Iar) 6. Argyll and Bute 7. Perth and Kinross 8. Stirling 9. North Ayrshire 10. East Ayrshire 11. South Ayrshire 12. Dumfries and Galloway 13. South Lanarkshire 14. Scottish Borders 15. Orkney 16. Shetland |

## Economia

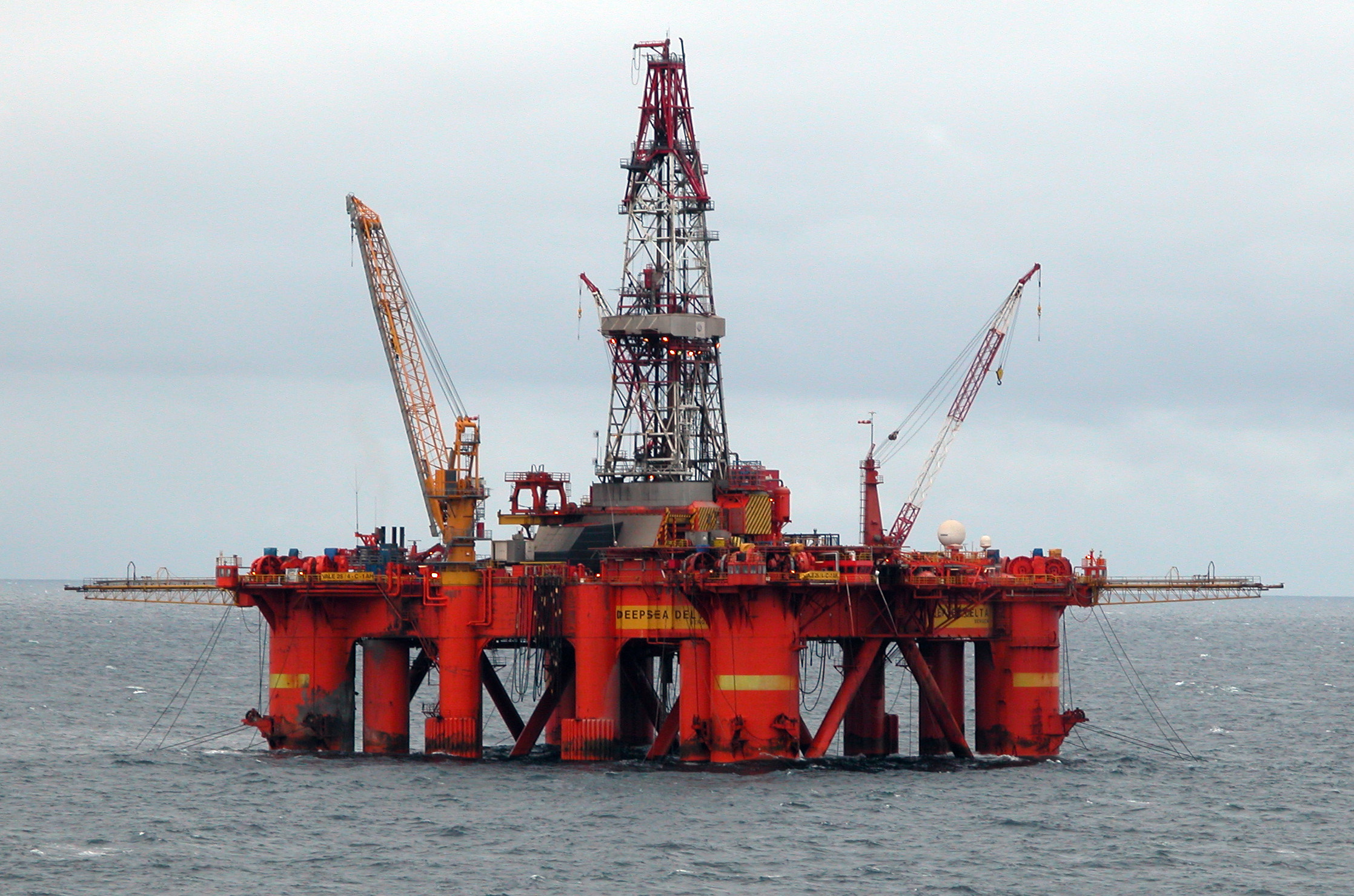
Plataforma de petróleo no mar do Norte.

A economia da Escócia é baseada no setor de serviços, principalmente de agrícola e têxtil. Edimburgo é um dos principais centros financeiros da Europa. Também se destaca no setor de bebidas, onde produção de uísque é o principal produto.
Entre 1716 e 1845, a Escócia adotou um sistema bancário livre. Este sistema (free banking em inglês) permitia a emissão legal de moeda privada e, foi marcado por alta estabilidade e, também, por forte competitividade.
Edimburgo e Glasgow são as cidades mais industrializadas da Escócia. A evolução da economia escocesa é bastante dependente da evolução da economia de todo o Reino Unido.

## Cultura

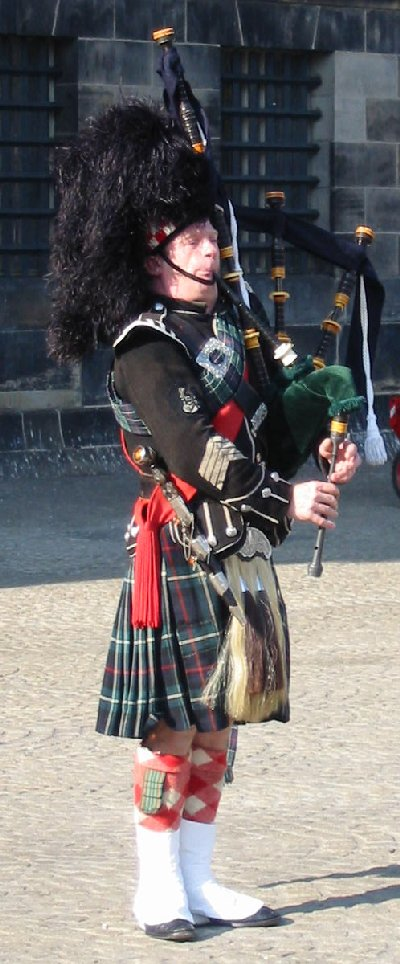
Homem tocando a Gaita de fole e usando o Kilt, típico traje escocês.

O inglês é a língua falada na Escócia. Duas outras línguas também são faladas em algumas comunidades: o Scots (que por vezes não é considerado como um idioma separado) e o gaélico escocês.
A cidade de Edimburgo recebe no verão, aquele que é considerado o mais importante festival cultural do mundo. O Festival de Edimburgo possui grande destaque entre os principais eventos do Reino Unido e da Europa.
O kilt é um traço marcante da cultura e identidade do país, que surgiu no século XVI, no norte da Escócia. Cada clã ou família tinha um tipo de quadriculado no kilt, que identificava os seus integrantes.
O lago Ness é uma das grandes atrações turísticas escocesas, onde existe o mito do Monstro do lago Ness. Desde o início do século os habitantes da região e turistas afirmam ter visto um monstro pré-histórico no lago. Muitas expedições foram feitas no local e até hoje nada foi encontrado.
O uísque é a bebida escocesa por excelência.

### Turismo
Principais pontos turísticos:
- Castelo de Edimburgo
- Palácio de Holyrood
- Museu Real da Escócia
- Palácio de Falkland
- Lago Ness
- Loch Lomond
- Montanhas de Cairngorm
- Ben Nevis
- Castelo de Eilean Donan

### Símbolos nacionais

Bandeira da Escocia (sautor)
O cardo, flor nacional da Escócia.